# リゴール王国 (1629-1630)

リゴール王国
ลิกอร์

リゴール王国(六昆国、タイ語:ลิกอร์、1629－1630)は現在のタイ王国ナコーンシータンマラート周辺に存在したアユタヤ王朝の付庸国である。アユタヤ日本人町の頭領で、当地の階級で最高位に位置するオークヤーに任じられていたオークヤー・セーナピモックこと山田長政が当時アユタヤの勢力下にあったが不安定だったリゴールの「国王」に任じられたことにより成立した。

## 歴史

### 前史
当時のシャムは日本にとって重要な朱印船貿易の相手であった。タイは鉄砲の火薬の材料となる良質な硝石の産地であり、また、刀剣の柄に用いられる鹿皮・鮫皮や蘇芳木と呼ばれる染料の材料なども多く日本に輸入されていた。長政がシャムに渡った1612年ごろは特に、豊臣家と敵対していた江戸幕府が軍備増強のために大量の硝石を必要としていたころであった。また、関ヶ原の戦いや大坂の陣の結果生まれた大量の浪人、キリスト教の禁止によって日本にいることが難しくなったキリシタンなどが多く新天地を求めて東南アジアへと渡っていった。
アユタヤ日本人町は長政が到着した1612年ごろにはすでに成立していたと思われる。貿易で財をなした長政は1620年ごろに日本人町頭領となった。長政は軍学に精通しており、アユタヤ王朝に仕える日本人部隊も指導していた。1621年にスペイン・ポルトガル艦隊がマカオをめぐるオランダとの戦いに勝利した勢いに乗じてアユタヤ王都に攻め入った際、長政は日本人部隊を率いてスペイン艦隊を奇襲し勝利をおさめることでアユタヤ王ソンタムの信頼を受ける。長政は1624年にもスペイン艦隊を破り、宮廷内でも急速な昇進を果たした。1626年にはアユタヤ貴族で二番目に高い地位であるオークプラ、1629年には最高のオーククンへと昇進、オーククン・セーナピモックと名乗る。セーナピモックはタイ語で「戦の神」を表し、長政の軍事指導力が評価されていたことをうかがわせる。
ソンタム王が病により危篤となると、後継を巡ってオークヤー・カラホムが擁立する王弟プラパン・シーシンとオークヤー・シーウォラウォン（のちの王プラーサートトーン）が擁立する王子チェーターティラートとの間で後継争いが起きる。カラホムとシーウォラウォンは強大な軍事力を誇る長政に接近しようとするが、日本の長子相続の伝統に親しかった長政はチェーターティラートを支持。日本人部隊を宮廷やアユタヤ内に配置して王弟派を封殺し、1628年のソンタムの死後はチェーターティラートが王として即位し、オークヤー・シーウォラウォンはオークヤー・カラホムを含む王弟派を粛正した。この時長政は王弟派のオークプラ・シルシー・アンクラットやオークプラ・チューラの助命を嘆願し命を救っている。
この時、長政は王の弟が王位を継承するのが慣例となっていたタイ王宮に日本の慣習を持ち込んで混乱を引き起こしたと批判されることもあるが、アユタヤ王朝はもともと長子相続だったという説や、実はシーシンはチェーターティラートの弟だったという異説もあり、長政のチェーターティラート擁立への評価は定まっていない。
その後、オークヤー・シーウォラウォンはオークヤー・カラホムの地位と名前を継承し、王国の実権を握った。オークヤー・カラホム（もとのオークヤー・シーウォラウォン）は長政を使者にたてて、僧籍に入っていた王弟シーシンを宮中に召還した上で捕縛し、処刑しようとする（ただし長政自身もオークヤー・カラホムにだまされ、本気でシーシンを説得しようとしていたとの意見もある）。しかし処刑直前にシーシンは宮中から脱出し、反旗を翻す。これも長政率いる日本人部隊を中心としたアユタヤ軍に鎮圧され、結局オークヤー・カラホムはシーシン一派の処刑に成功した。
さらにオークヤー・カラホムは王位への野望を露にし始め、擁立したチェーターティラートに対しても日本人傭兵の協力の下謀反を起こし処刑。しかし当時の記録に長政の名前が登場しないことから、この時期から長政はオークヤー・カラホムと距離を取りはじめていたのではないかと小和田哲男は推測している。オークヤー・カラホムは年若いソンタムの王子が成人するまでのつなぎとして大官のなかから次の王を選ぶべきと主張し、暗に自身が王位につくことを画策するが、長政はあくまでソンタムの王子が王位につくことを譲らず、結局チェーターティラートの弟アーティッタヤウォンが戴冠し、オークヤー・カラホムが摂政となる。
この頃からオークヤー・カラホムは長政の影響力を除くことを画策しはじめる。カラホムは長政がオランダとともにアユタヤに反旗を翻そうとしていると流言を流した上で、宮廷が長政の喚問を要求すると、自身が使者となって長政と面会。長政に物を送り、自分が無実を宮中に証明すると熱弁することで関係の修復に成功した。さらに、長政を都から遠ざけるために当時政情不安定だったリゴールへと向かうように要請した。また、この背景には宮中で力を付けつつあった華僑勢力の訴えかけによるとの意見もある。
リゴール周辺はタブラリンガ国やナコーンシータンマラート王国といった政権が栄えていたが、13世紀にスコータイ王朝の従属国になり、アユタヤ王朝時代にはアユタヤの「都市」または「地方」といった扱いになっていたがそれでもリゴールの「長官」は世襲がつづくなど一定の独自性を保っていた。しかし長政の時代になると、「反乱」とも表現される住民同士の対立や南に位置する女王ラジャ・ウング率いるパタニ王国の侵攻などが起こり、長官もリゴールの支配に手を焼いていた。そこでオークヤー・カラホムはこの長官に責任を負わせ罷免した上で、長政を後任に当たらせようとした。しかしまだ幼いアーティッタヤウォンを日本人部隊が守るべきだと考えていた長政は最初は固辞する。そこでオークヤー・カラホムは連日長政の家を訪問し説得工作に当たったうえで、今までリゴールの長官に与えられたことのなかった「王」の地位と冠を授与するなどして長政のリゴール行きをようやく実現させた。ただし、この長政がリゴールの「王」という地位に負けたという解釈は当時日本人と敵対していたオランダ人商人の記述によるもので、その信憑性を疑う向きもある。実際に、オークヤー・カラホムとの対立により、自ら新天地を求めてリゴールに向かったと理解できる他の記述も存在する。

### 山田長政のリゴール支配

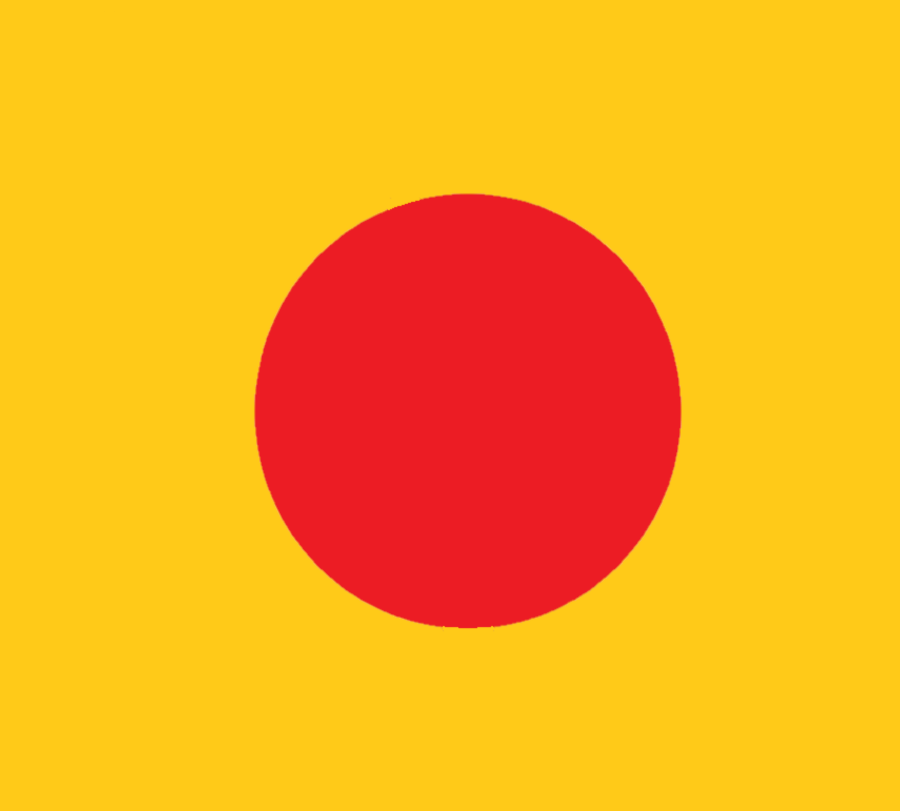
長政率いる日本人義勇軍が軍旗として使用した金地の日の丸

リゴール王としてオークヤー・リゴールと名前を変えた長政は日本人義勇兵300人とシャム兵3000-4000人を率いてリゴールに向かったが、日本人部隊の勇猛さを聞き及んでいたリゴールの民は戦わずして恭順した。このとき、長政はオークヤー・カラホムに罷免された前長官も配下に加えている。長政はすぐに引き返して王の護衛に向かうつもりであったが、おりしもリゴールの内紛を知ったパタニ王国軍がリゴールに侵攻し、長政はその対応に追われることとなった。リゴールの兵も含めた5万人の軍勢を指揮した長政はパタニ軍と七日七晩にわたる戦いを繰り広げたうえでパタニ軍に大勝、長政配下の今村左京が指揮する水軍もパタニ水軍を撃破し、長政は遠征の目的を完全に達成した。
しかし、長政がアユタヤを留守にしている間にオークヤー・カラホムは目論見通りアーティッタヤウォン王を殺害し、ついに自らがプラーサートトーン王として即位してしまった。プラーサートトーンは長政が予想以上に早くリゴールの騒乱を収めたことに驚き、長政軍がアユタヤに戻ってくることをなんとかして阻止しようとした。そこでプラーサートトーンは自らが罷免したリゴールの前長官に密書を送り、長政を殺せば長官に復帰させるともちかけた。長政は前長官を警戒して一定の距離を保っていたが、前長官の弟オークプラ・ナリットは長政に心服しているように装い近侍していたため心を許していた。長政はパタニとの戦いで足に傷を負っていたがオークプラ・ナリットは自ら長政の足に膏薬を塗るなど甲斐甲斐しく治療を続け、快方に向かっていた。しかしそのように長政が油断したのを見計らって、1630年の中旬ごろ、オークプラ・ナリットは毒入りの膏薬を長政の足に擦り込んで殺害した。ただし、長政の死に関してはこれ以外にも諸説あり、オークプラ・ナリットは本当に善意で長政の治療を行ったが甲斐無く病死したというものや、パタニ王国軍との戦いで戦死したというもの、オランダ東インド会社に謀殺されたという説もある。

### オーククン・セーナピモックの王位継承とリゴール放棄
長政には18歳の長男オーククン・セーナピモック（阿因）が存在しており、彼が長政の跡を継いで二代目リゴール王に就任した。長政の謀殺に成功したリゴールの前長官は自分に疑いの目が向けられるのを避けるために、自身の娘をオーククン・セーナピモックに嫁がせるという婚姻政策を取り、恭順の意を示した。他方で、当時のリゴールの日本軍隊長で長政の腹心だったとみられるオーククン・シルウイ・アクヴォット（日本名不明）に接近し、年少のオーククン・セーナピモックにリゴールを治める力はなく、オーククン・シルウイ・アクヴォットが王になるべきだとけしかけた。前長官の目論見は日本人同士を争わせてその力を削ぐことであったが、オーククン・シルウイ・アクヴォットはその策に嵌められてしまい、オーククン・セーナピモックに反乱を起こした。さらに前長官はリゴールの民に日本人の横暴さを訴え、さらには本来アユタヤの王によって選任されるべきリゴールの統治者をオーククン・セーナピモックが勝手に名乗ることは反逆行為以外の何物でもないと訴えた。オーククン・セーナピモック側から見れば、長政は王として赴任したのだから長子が継ぐのが当然だと考えていたのだが、アユタヤ王によって選任される長官が長く治めてきたリゴール側から見れば、前長官の訴えは理にかなったものであった。
前長官に同調したリゴールの貴族はオーククン・セーナピモックの戴冠式に集団で欠席し敵対的な態度をあらわにした。ここで前長官が裏でリゴール貴族を操っていることに気づいたオーククン・シルウイ・アクヴォットは激怒し、すぐさまオーククン・セーナピモックと和解したのち前長官の家を急襲してこれを殺害した。しかしこのことでリゴールの民と日本人の対立は決定的なものとなり、リゴールの各地でもとのリゴール住民と日本人との間で小競り合いが発生した。その戦いの中で数に劣る日本軍はオーククン・シルウイ・アクヴォットが戦死するなどの損害を受けたものの、歴戦の兵がそろった日本軍は次第に貴族中心のリゴール軍を敗走させ始めた。しかしその時、リゴールの町に火の手が上がり全焼、リゴールの民は山野に避難し町に戻ってこなくなった。オーククン・セーナピモックは町に戻れば財産を回復させることを約束し山から下りるように訴えたが、恐怖にかられたリゴールの民はそれを聞き入れず、町は空っぽになってしまった。手勢も少なくなり、またプラーサートトーンによる攻撃の危険にさらされていたオーククン・セーナピモックはついにリゴールにとどまることを断念。亡命し体勢を整えるためにリゴールを脱出、ここにリゴール王国は崩壊した。
なお、これらの事件の前後関係を逆にとって、オーククン・シルウイ・アクヴォットによる前長官の殺害後にオーククン・セーナピモックとオーククン・シルウイ・アクヴォットとの戦闘がおこり、その結果リゴールが灰燼に帰したとの説もある。
日本人の王によるリゴール王国が存続したのは1629年の後半から1630年の後半という短い期間だった。

### アユタヤ日本人義勇軍のその後
当時のオランダ商人の記述によると、その後オーククン・セーナピモック率いる日本人義勇軍はカンボジアに逃れたとしている。しかし小和田哲男は、陸路でカンボジアに向かうにはアユタヤ近くを通らなければならず危険であること、また、のちにアユタヤ日本人町からカンボジアに逃れた人々との混同があると指摘し、現実的ではないと主張している。
元ビルマ大使の鈴木孝がビルマのケントン州に住むシャン族に伝わる言い伝えとして、アユタヤ王国の時代に日本人の武士が逃れてきたという伝説を伝えており、小和田哲男はこれがオーククン・セーナピモックの一派ではないかと推測している。このビルマの日本軍残党伝説については、バックパッカーの沖田英明によるチャイントン周辺の取材によってその実在が改めて確認された。
アユタヤには商人を中心とした日本人のコミュニティーが残っていたが、アユタヤに戻ってきたわずかな長政残党がプラサートトーンへの復讐を公言していることが王の耳に入ったため、プラサートトーンは先手を打ってアユタヤ日本人町を焼き討ちした。生き残った日本人たちはジャンク船に乗り込んでカンボジアに亡命した。日本人の武力に期待していたカンボジア王は日本人を歓迎した。しかし、あくまで日本人たちの本業は商人であり、彼らはアユタヤで商業を再開できる日をうかがっていた。
3年後、パタニ王国やソンクラ王国がオランダの支援によりアユタヤの支配に反抗の姿勢をみせたことを知ったプラサートトーンは、日本人をアユタヤに呼び戻した。貿易によってオランダをけん制する狙いがあったものと思われる。ただし、在住日本人は300-400人ほどの小規模なもので、軍事的な色彩のない純商業的なものだったようである。その後江戸幕府の鎖国の徹底により渡来日本人は途絶え、アユタヤ日本町は自然に消滅していった。